# 砂子塘街道
砂子塘街道，是中华人民共和国湖南省长沙市雨花区下辖的一个乡镇级行政单位。

## 行政区划
砂子塘街道下辖以下地区：
砂子塘社区、桔园社区、茶园坡社区、白沙社区、金地社区、金科园社区、梨子山社区和野坡社区。